# Carcen-Ponson
Carcen-Ponson é uma comuna francesa na região administrativa da Nova Aquitânia, no departamento Landes. Estende-se por uma área de 37,5 km². Em 2010 a comuna tinha 638 habitantes (densidade: 17 hab./km²).